# Schuldrecht (Österreich)
Als Schuldrecht wird der Teil des Privatrechts bezeichnet, der die Schuldverhältnisse regelt, sich also mit den „persönlichen Sachenrechte[n], vermöge welcher eine Person einer andern zu einer Leistung verbunden ist“, befasst (§ 859 ABGB).
Maßgebliches Merkmal des Schuldrechts ist, dass es im Gegensatz zu den absoluten Rechten, wie beispielsweise dem Eigentum, als relatives Recht lediglich zwischen den beteiligten Personen wirkt.
In Österreich befinden sich die zentralen Bestimmungen des Schuldrechts in der Zweiten Abteilung des Zweiten Teiles (§§ 859 ff.) sowie im Dritten Teil (§§ 1342 ff.) des ABGB. Weitere bedeutende schuldrechtliche Gesetze sind etwa das Konsumentenschutzgesetz (KSchG), das Eisenbahn- und Kraftfahrzeughaftpflichtgesetz (EKHG), das Produkthaftungsgesetz (PHG), das Dienstnehmerhaftpflichtgesetz (DHG) und das Mietrechtsgesetz (MRG).

## Aufbau des Schuldrechts
Das ABGB, dessen Aufbau dem Institutionensystem folgt, spricht in Bezug auf das Schuldrecht in seiner Zweiten Abteilung des Zweiten Teiles von „persönlichen Sachenrechten“ (im Gegensatz zu den dinglichen Sachenrechten) und regelt außerdem weitere schuldrechtliche Bestimmungen im Dritten Teil.
In der heutigen österreichischen Rechtswissenschaft wird das Schuldrecht folgendermaßen eingeteilt:
- Allgemeiner Teil
- Besonderer Teil
  - Vertragliche Schuldverhältnisse
  - Gesetzliche Schuldverhältnisse

### Allgemeiner Teil
Der Allgemeine Teil des Schuldrechts ist im ABGB im 17. Hauptstück (§§ 859–937) des Zweiten Teiles sowie im 1., 2. und 3. Hauptstück des Dritten Teiles, also in den §§ 1342–1450, enthalten.

Vertragsverletzungen (Leistungsstörungen)

Erlöschen eines Schuldverhältnisses

Änderung eines Schuldverhältnisses

Beteiligung Dritter/Mehrerer

Der allgemeine Teil des Schuldrechts umfasst Normen, welche grundsätzlich für alle Schuldverhältnisse gelten.
- Allgemeines (Haupt- und Nebenpflichten, Pflicht und Obliegenheit, Ziel- und Dauerschuldverhältnisse, Schuld und Haftung)
- Begründung von Schuldverhältnissen (Entstehungsgründe, Auslobung, vorvertragliches Schuldverhältnis, Nebenabreden wie z. B. die Konventionalstrafe)
- Inhalt eines Schuldverhältnisses (Leistungsart, -zeit, und -ort, Leistung Zug um Zug)
- Leistungsstörungen (Nachträgliche Unmöglichkeit, Verzug, Gewährleistung, Verkürzung über die Hälfte),
- Erlöschen der Schuld (Erfüllung, Hinterlegung, Leistung an Zahlungs Statt, Aufrechnung, Vereinigung, Verzicht, Zeitablauf, Kündigung, Tod, Konkurs)
- Änderungen von Verbindlichkeiten (Novation, Schuldänderung, Vergleich, Anerkenntnis, Zession, Anweisung, Schuldübernahme, Vertragsübernahme)
- Beteiligung Dritter am Schuldverhältnis bzw. Mehrheit von Berechtigten und Verpflichteten (Mehrheit und Gläubigern/Schuldnern insbes. Solidarschuld, Vertrag zugunsten Dritter, Bürgschaft, Garantievertrag, Anweisung)

Von höherer Praxisrelevanz sind insbesondere die genannten Leistungsstörungen, und hier wiederum das Gewährleistungsrecht, das im Jahr 2001 teilweise novelliert wurde. Unter den Beendigungsgründen eines Schuldverhältnisses sei besonders auf die Aufrechnung hingewiesen, die in anderen Rechtsgebieten wie dem Handelsrecht das Kontokorrent prägt. Bei den Änderungsgründen von Schuldverhältnissen nimmt vor allem die Zession mit all ihren Erscheinungsformen wie Inkassozession und Factoring eine prominente Stellung ein. Bei der Beteiligung Dritter am Schuldverhältnis sind besonders die Bürgschaft mit ihren konsumentenrechtlichen Schranken, der Garantievertrag in Form einer Herstellergarantie als Ergänzung zur Gewährleistung sowie die Anweisung, die z. B. als „Kontoüberweisung“ oder im Wechselrecht in Erscheinung tritt, zu nennen.

### Besonderer Teil
Der Besondere Teil behandelt die einzelne Arten von Schuldverhältnissen. Zu unterscheiden sind vertragliche und gesetzliche Schuldverhältnisse:

#### Vertragliche Schuldverhältnisse
Der Gesetzgeber hat die wichtigsten Verträge umfassend geregelt. Im ABGB sind aufgezählt:
- Schenkung
- Verwahrungsvertrag
- Leihvertrag
- Darlehensvertrag
- Bevollmächtigungsvertrag (siehe: Auftrag)
- Tauschvertrag
- Kaufvertrag
- Bestandvertrag (siehe: Miete, Pacht)
- Dienstvertrag
- Werkvertrag
- Verlagsvertrag
- Glücksverträgen (siehe: Wette)

Daneben gibt es noch Verträge, die nicht im ABGB geregelt sind, wie z. B. der Franchisevertrag oder das Leasing.

#### Gesetzliche Schuldverhältnisse
Gesetzliche Schuldverhältnisse entstehen ohne Rechtsgeschäft der Parteien aufgrund von tatsächlichen Voraussetzungen. Gesetzliche Schuldverhältnisse liegen vor im/bei:
- Schadenersatzrecht
- Bereicherungsrecht
- Geschäftsführung ohne Auftrag
- Gläubigeranfechtung

## Kein schuldrechtlicher Typenzwang
Das Schuldrecht unterliegt – anders als das Sachenrecht – keinem gesetzlichen Typenzwang, es gibt also keinen numerus clausus der zulässigen Rechtsgeschäfte (obwohl die Vertragspartner freilich schon einen Vertrag schließen müssen, um die entsprechenden Rechtsfolgen herbeizuführen). Jedenfalls kann jeder beliebige Schuldinhalt vereinbart werden und können auch neue Vertragstypen geschaffen werden, soweit die Vereinbarung mit der Rechtsordnung in Einklang steht, also zum Beispiel nicht gegen die guten Sitten verstößt (Nichtigkeit wegen Sittenwidrigkeit). Im Rahmen des Schuldrechts gibt es auch zwingendes Recht, so beispielsweise Formvorschriften oder verbraucherschützende Normen.